# جزیره بریستول
جزیره بریستول (به انگلیسی: Bristol Island) یک جزیره و منطقه حفاظت‌شده در بریتانیا است که در جزایر جورجیای جنوبی و ساندویچ جنوبی واقع شده‌است.

## نگارخانه

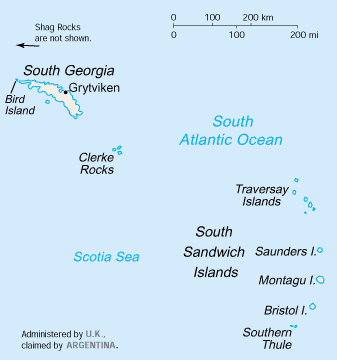
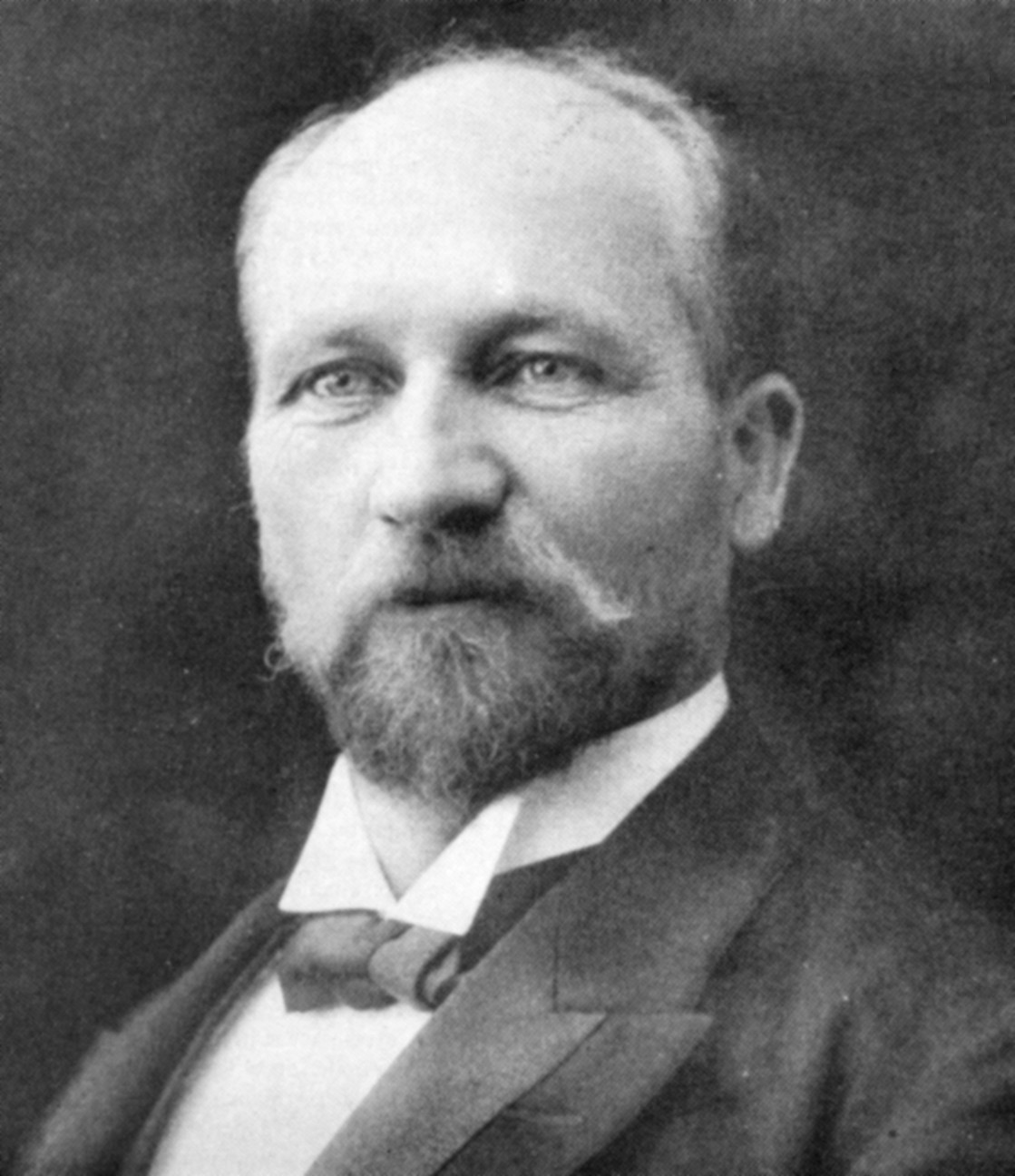